# Бобровинки
Бобровинки — деревня в Кораблинском районе Рязанской области. Входит в состав Бобровинского сельского поселения.

## Географическое положение
Бобровинки находятся в центральной части Кораблинского района, деревня примыкает с запада к райцентру.
Ближайшие населённые пункты:

— село Аманово в 7 км к западу по асфальтированной дороге;

— деревня Копцево в 1 км к северу по асфальтированной дороге;

— город Кораблино примыкает с востока.

## История
В XVI веке на месте современной деревни существовала деревня Бобровка (Бобровники), которая к концу этого века запустела от разорений крымских татар и превратилась в пустошь. По платежным книгам 1594-97 гг. пустошь Бобровка входила в Пехлецкой стан и находилась в поместье И. И. Филатова, Л. К. Новикова и Ф. Ч. Тилинина.
Позднее пустошь была вновь заселена, и образовавшаяся деревня переняла старое название, слегка его изменив.
В 1859 году деревня упоминается в Списках населённых мест — здесь указана деревня Бобровники пр протоке Гремячке с 43 дворами, в которых проживает 514 жителей.
В 1885 году в деревне Бобровинки открыта земская школа.
В Клировых ведомостях церквей Ряжского уезда 1914 года, в приходе Покровского храма села Кораблино, упоминается деревня Бобровинки с 107 дворами и 706 жителями.
Одна из улиц предположительно названа в честь братьев Лукьяновых — погибших во время Великой Отечественной войны.
В советское время в Бобровинках образовываются коллективные хозяйства. Точная дата образования колхоза «Россия» неизвестна. С 1950 года он носил название «колхоз имени Маленкова», жители Бобровинок избрали председателем Бочкова Михаила Платоновича. Позже он был объединён с колхозом «Герой труда» и теперь носил название «Россия».
До 1964 года колхозом управляли: Чибизов Владимир Иванович, Садофьев Анатолий Михайлович а также Павлюхин Михаил Илларионович.
Примерно в это же время в Бобровинках строятся многоквартирные дома для работников Рязанской геологоразведочной партии.
В апреле 1989 года работники колхоза избирают председателем — Мальцева Геннадия Ивановича. Именно он не дал прийти в упадок хозяйству в 1990-е годы. Позже на этом месте его сменил Владимир Васильевич Хрипяков.
На рубеже этих лет колхоз «Россия» принимает во владения несколько летних лагерей, неиспользуемых Амановским «Пламенем».
В 2001 году колхоз сменил название на общество с ограниченной ответственностью «Россия».

## Инфраструктура
Дорожная сеть
В южной части деревню пересекает автотрасса муниципального значения «Кораблино-Аманово».
Транспорт
Связь с райцентром осуществляется городским маршрутом № 1 «РМЗ-Бобровинки».
Культура
По улице Братьев Лукьяновых действует сельский дом культуры.
Торговля
Услуги предоставляют 2 частных продовольственных магазина.
Здравоохранение
По улице Братьев Лукъяновых работает фельдшерско-акушерский пункт.

## Хозяйство
Деревня Бобровинки является центральной усадьбой сельхозпредприятия ООО «Горзем» (бывший СПК колхоз «Россия»). Контора находится по улице Братьев Лукьяновых.
Действует животноводческий комплекс в западной части деревни.

## Население
| 1859 | 1897 | 1906 | 1914 | 2010 |
| ---- | ---- | ---- | ---- | ---- |
| 514  | ↗547 | ↗690 | ↗706 | ↘541 |

## Уличная сеть
- ул. Братьев Лукьяновых
- ул. Есенина
- ул. Свободы
- ул. Советская
- ул. Набережная